# 戲志才
戲志才（？—190年代），颍川（治今河南省禹州市）人。由荀彧推薦出山輔助曹操，成為曹操早期的主要謀士。為人多謀略，曹操十分器重他，但死得很早。戲志才死後，曹操詢問荀彧誰可代替他，於是荀彧推薦了郭嘉。《三國演義》中沒有此人，在陳壽所著的《三國志》中略有記載。

## 評價
- 《三國誌·郭嘉傳》、《荀彧別傳》：「先是時，潁川戲志才，籌畫士也，太祖甚器之。早卒。太祖與荀彧書曰：『自志才亡後，莫可與計事者。汝、潁固多奇士，誰可以繼之？』彧薦嘉。」

- 《三國誌·荀彧傳》：「先是，彧言策謀士，進戲志才。志才卒，又進郭嘉。」

## 動漫遊戲
- 《火鳳燎原》（陳某）:已故，並無登場，於陳群撰寫《曹操兵法》時所提及其有份撰寫其中一篇。